# Senador Modestino Gonçalves
Senador Modestino Gonçalves là một đô thị thuộc bang Minas Gerais, Brasil. Đô thị này có diện tích 951,51 km², dân số năm 2007 là 4988 người, mật độ 5,4 người/km².